# Stictochironomus stackelbergi
Stictochironomus stackelbergi är en tvåvingeart som först beskrevs av Maurice Emile Marie Goetghebuer 1938.  Stictochironomus stackelbergi ingår i släktet Stictochironomus och familjen fjädermyggor. Inga underarter finns listade i Catalogue of Life.